# Тивадар Вањек
Тивадар Вањек (мађ. Wanyek Tivadar; Велика Кикинда, 20. септембар 1910 — Љубљана, 29. мај 1981) био је југословенски сликар, оснивач Уметничке колоније Ечка и први управник Савремене галерије у Зрењанину.

## Биографија
У Велики Бечкерек долази након студија сликарства у будимпештанској Слободној школи. Од 1936. године се трајно настањује у Петровграду. Бавио се фотографијом, био је члан „Великобечкеречких импресиониста” и „Банатске групе”. Излагао је на самосталним и колективним изложбама, активно учествујући у животу Зрењанина. У зрењанинској главној улици је једно време имао фотографску радњу. Један је од оснивача Уметничке колоније у Ечки и први управник зрењанинске Савремене галерије. Поклонио је преко 250 дела у виду три поклона граду Зрењанину. Од ових поклона је формиран легат Тивадара Вањека у Народном музеју Зрењанин. Легат нам пружа увид у све фазе Вањековог сликарства, од прве слике „Сеоски лола”, преко импресионистичких и експресионистичких дела, до проналажења сопственог стила 1957. године. Посебан сегмент Вањековог сликарства представља циклус од 36 слика под називом „Пенџери пријатељства”, које је сликар посветио сликарима и радницима у култури који су давали допринос настанку и развоју ликовног живота у Зрењанину.
У Алеји великана у Карађорђевом парку у Зрењанину, подигнута му је биста, рад вајарке Татјане Стефановић Зарин.

## Легат у Народном музеју Зрењанин
Лега у Музеју представља сликареве радове које је поклонио 1975. године општини Зрењанин, а она Народном музеју Зрењанин, 88 слика и студија насталих у периоду од 1920. до 1957. године. Затим је 1977. године поклонио збирку од 36 слика - „Прозори пријатељства”, а 1980. године поклонио је трећу збрику од 135 слика и цртежа.
Сликарев опус може се поделити на неколико периода:

- ђачки радови (1920—1930)

- рани радови - реалистичко сликарство (1930—1935)

- импресионизам (1935—1945)

- експресионизам (1946—1956)

- радови из последњих деценија (од 1957. до краја живота)

## Галерија
- Летња башта, Народни музеј Зрењанин
- Велики мост зими, Народни музеј Зрењанин
- Аутопортрет, Народни музеј Зрењанин
- Банатска кућа са ђермом, Народни музеј Зрењанин
- Леда с лабудом, Народни музеј Зрењанин
- Поред чаше вина, Народни музеј Зрењанин
- Голубарник, Народни музеј Зрењанин
- Мали мост на Бегеју, Народни музеј Зрењанин
- Мотив из Зрењанина, Народни музеј Зрењанин
- Недељно поподне, Народни музеј Зрењанин
- Пецароши, Народни музеј Зрењанин
- Сузана и старци, Народни музеј Зрењанин
- Три грације, Народни музеј Зрењанин
- У парку, Народни музеј Зрењанин
- Сеоска лола, Народни музеј Зрењанин
- Пенџер Милана Коњовића, Народни музеј Зрењанин